# Gonomyia (Gonomyina) parishi
Gonomyia (Gonomyina) parishi is een tweevleugelige uit de familie steltmuggen (Limoniidae). De soort komt voor in het Neotropisch gebied.